# Sali
Sali – wieś w Chorwacji, w żupanii zadarskiej, siedziba gminy Sali. W 2011 roku liczyła 740 mieszkańców.